# 2014年の道路
2014年の道路（2014ねんのどうろ）とは、2014年（平成26年）に起こった道路関係の出来事をまとめたページである。
2013年の道路 - 2014年の道路 - 2015年の道路

## 出来事の一覧

### 2月
- 8日
  - （開通）  国道54号 可部バイパス 広島県広島市安佐北区三入 - 大林3丁目 (2.2 km)[1]
- 11日
  - （開通）  伊豆縦貫自動車道 東駿河湾環状道路 三島塚原IC - 大場・函南IC (3.1 km)[2]
  - （開通）  伊豆縦貫自動車道 東駿河湾環状道路 連絡路 大場・函南IC - 函南塚本IC (3.7 km)[2]
- 18日
  - （拡幅）  国道357号 東京湾岸道路 大井環七立体 (1.3 km) (4車線→8車線)[3]
- 22日
  - （再開通）  常磐自動車道 広野IC - 常磐富岡IC (16.4 km)[4][5][6][7][8]
  - （IC供用） 関越自動車道 高崎玉村スマートIC[9]

### 3月
- 1日
  - （開通）  佐賀唐津道路 厳木バイパス 相知長部田IC - 岩屋IC (2.1 km)[10]
- 2日
  - （開通）  国道45号 三陸北縦貫道路 尾肝要道路 岩手県下閉伊郡田野畑村田野畑 - 尾肝要 (4.5 km)[11]
- 8日
  - （開通）  東九州自動車道 北浦IC - 須美江IC (6.4 km)[12][13][14]
- 9日
  - （開通）  高知東部自動車道 南国安芸道路 香南のいちIC - 香南かがみIC (2.2 km)[15]
  - （開通）  国道201号 行橋インター関連 福岡県行橋市吉国 - 京都郡苅田町二崎 (4.2 km)[16]
- 14日
  - （拡幅）  国道10号 門川日向拡幅 宮崎県日向市 木原交差点 - 赤岩新橋 (0.8 km) (2車線→4車線)[17]
  - （開通）  国道327号 日向バイパス 宮崎県日向市財光寺 (0.5 km)[18]
  - （拡幅）  国道226号 平川道路 鹿児島県鹿児島市平川町字高落 - 字瀧ノ下 (2.3 km) (2車線→4車線)[19]
- 15日
  - （開通）  国道42号 田辺西バイパス 和歌山県田辺市稲成町稲成 - 芳養町清地路 (1.6 km)[20]
  - （開通）  山陰自動車道 仁摩温泉津道路 湯里IC - 石見福光IC (5.9 km)[21]
- 16日
  - （開通）  国道155号 豊田南バイパス 愛知県豊田市美山町 - 東新町 (1.1 km)[22]
  - （開通）  国道33号 松山外環状道路 インター線 井門IC - 古川IC (1.2 km)[23]
  - （開通）  東九州自動車道 日向IC - 都農IC (20.0 km)[13][24]
- 18日
  - （拡幅）  国道357号 東京湾岸道路 新木場立体 (2.3 km) (4車線→8車線)[25]
- 19日
  - （拡幅）  国道163号 清滝生駒道路 清滝トンネル区間 (1.7 km) (2車線→4車線)[26]
- 20日
  - （拡幅）  国道17号 上武道路 群馬県太田市世良田町 - 伊勢崎市境三ツ木 (1.7 km) (2車線→4車線)[27]
- 22日
  - （トンネル貫通）  東北中央自動車道 栗子トンネル (8,972 m)[28][29]
  - （開通）  山陰近畿自動車道 駟馳山バイパス 岩美IC - 福部IC (6.6 km)[注釈 1][30]
  - （開通）  国道9号 駟馳山バイパス連絡道路 岩美消防署前交差点 - 岩美IC (1.1 km)[30]
  - （開通）  九州中央自動車道 嘉島JCT - 小池高山IC (1.8 km)[31]
- 23日
  - （開通）  国道45号 三陸自動車道 高田道路 陸前高田IC - 通岡IC (4.1 km)[32]
  - （開通）  国道23号 蒲郡バイパス 蒲郡IC - 幸田芦谷IC (5.9 km)[33]
  - （IC供用）  西名阪自動車道 大和まほろばスマートIC （大阪方面出入口）[34]
  - （JCT供用）  近畿自動車道・阪神高速12号守口線 守口JCT[35]
  - （開通）  東播磨南北道路 兵庫県加古川市野口町坂元 - 神野町石守 (2.0 km)[36]
  - （開通）  東播磨南北道路 兵庫県加古川市神野町神野 - 八幡町上西条[36]
  - （開通）  広島都市高速3号線 吉島出入口 - 観音出入口 (2.9 km)[37]
  - （開通）  国道2号 広島南道路 観音出入口 - 商工センター出入口 無料自動車専用部 (1.3 km)・一般道路部 (2.6 km)[37]
  - （開通）  東九州自動車道 苅田北九州空港IC - 行橋IC (8.6 km)[38]
- 25日
  - （拡幅）  国道45号 三陸自動車道 仙台松島道路 松島海岸IC - 松島北IC (7.5 km) (2車線→4車線)[39]
- 28日
  - （拡幅）  国道4号 新4号国道 庄和IC (2車線→4車線)[40]
  - （開通）  国道431号 境港出雲道路 東林木バイパス (3.0 km)[41]
- 29日
  - （開通） 国道45号 八戸久慈自動車道 八戸南環状道路 八戸JCT - 八戸是川IC (4.8 km)[42]
  - （開通） 東京都市計画道路環状第2号線 東京都港区新橋4丁目 - 虎ノ門2丁目 (1.4 km)[43]
  - （IC供用）  新東名高速道路 遠州森町スマートIC[44]
  - （PA供用）  近畿自動車道 八尾PA[45]
  - （開通）  国道2号 東広島バイパス 瀬野西IC - 中野IC (4.4 km) [46]
  - （IC供用）  九州自動車道 宇城氷川スマートIC[47]
- 30日
  - （開通）  紀勢自動車道 海山IC - 紀伊長島IC (15.1 km)[48]
  - （IC供用）  国道42号 熊野尾鷲道路 賀田IC （熊野方面出入口）[48]
  - （開通）  国道24号 京奈和自動車道 紀北東道路 紀北かつらぎIC - 紀の川IC (12.9 km)[49]
  - （開通）  尾道自動車道 吉舎IC - 三次東IC/JCT (10.3 km)[50]
- 31日
  - （開通）  国道357号 東京湾岸道路 神奈川県横浜市中区千鳥町 - 磯子区新磯子 (3.0 km)[51]
  - （無料開放）  高知桂浜道路 (2.3 km)[52]
  - （拡幅）  国道506号 那覇空港自動車道 豊見城東道路 豊見城IC - 南風原南IC (3.5 km) (2車線→4車線)[53]

### 4月
- 1日
  - （新料金制度）  高速道路各社の料金制度を以下のとおり変更[54]。
    - 本四高速の全国路線網への編入
    - 本四高速 陸上部・広島岩国道路・関越自動車道 関越特別区間・東海北陸自動車道 飛驒特別区間・中央自動車道 恵那山特別区間・阪和自動車道 海南IC - 有田IC間を高速自動車国道普通区間と同水準に引き下げ（1 km当たり24.6円、ETC車のみ・当面10年間）
    - 東京湾アクアライン・本四高速 海峡部・同 明石海峡部を伊勢湾岸道路と同水準に引き下げ（1 km当たり108.1円、ETC車のみ・当面10年間）
    - ETC割引の縮小・変更（地方部通勤割引の変更、地方休日の割引率5割→3割（激変緩和措置のため6月30日まで5割を継続）等）
    - 渋滞対策のため京葉道路の料金値上げ
    - 消費税 増税分の転嫁 (5 %→8 %)

  - （無料開放）  なみはや大橋 (1.7 km)[55]
- 12日
  - （開通）  国道468号 首都圏中央連絡自動車道 稲敷IC - 神崎IC (10.6 km)[56]

### 5月
- 24日
  - （開通）  国道477号 四日市インターアクセス道路 四日市湯の山道路 高角IC - 吉沢IC (4.4 km)[57][58]

### 6月
- 10日
  - （無料開放）  菅原城北大橋 (1,350 m)[59]
- 16日
  - （開通）  国道371号 橋本バイパス 和歌山県橋本市三石台 - 東家 (2.9 km)[60]
- 27日
  - （拡幅）  国道27号・国道162号 美浜東バイパス 佐田ランプ‐山上ランプ (3.2 km) (2車線→4車線)
- 28日
  - （開通）  国道468号 首都圏中央連絡自動車道 相模原愛川IC - 高尾山IC (14.7 km)[61][62][63]

### 7月
- 11日
  - （PA供用）  国道468号 首都圏中央連絡自動車道 江戸崎PA[64]
- 20日
  - （開通）  舞鶴若狭自動車道 小浜IC - 敦賀JCT (39.0 km)[65][66]

### 9月
- 1日
  - （法改正）  改正道路交通法が施行され、環状交差点の交通方法が定められる[67]。
- 15日
  - （通行規制解除）  国道6号 福島県双葉郡富岡町 - 双葉町 (14.1 km)、福島県道36号小野富岡線 (1.7 km)　2011年3月に発生した福島第一原子力発電所事故以来、通行が規制されていた。当面自動車のみの通行で、歩行者、自転車、オートバイは通行禁止[68]。

### 10月
- 1日
  - （無料開放）  大阪港咲洲トンネル (2.2 km)[69]
  - （無料開放）  国道201号 八木山バイパス (13.3 km)[70][71][72]

### 11月
- 3日
  - （開通）  国道101号 津軽自動車道 五所川原西バイパス 五所川原北IC - つがる柏IC (3.8 km)[73][74]
- 16日
  - （開通）  国道13号 東北中央自動車道 尾花沢新庄道路 尾花沢IC - 野黒沢IC (4.0 km)[75][76]

### 12月
- 1日
  - （名称変更）  京釜高速道路 清原IC→南清州IC
  - （名称変更）  京釜高速道路 清原JCT→清州JCT[77]
- 6日
  - （開通）  常磐自動車道 浪江IC - 南相馬IC (18.4 km)[78][79]
  - （無料措置終了）  常磐自動車道 南相馬IC - 相馬IC間 (14.4 km) にて全車両で実施されてきた無料措置が終了[79][80]。
  - （開通）  常磐自動車道 相馬IC - 山元IC (23.3 km)[78][79]
  - （PA供用）  常磐自動車道 鳥の海PA[79][81]
- 13日
  - （開通、PA・IC供用）  東九州自動車道 行橋IC - 今川PA/SIC - みやこ豊津IC (7.4 km)[82]
  - （IC供用）  東九州自動車道 椎田道路 椎田南IC[82]
- 16日
  - （開通）  中央高速道路支線 金海JCT - 大東JCT (10.0 km)
  - （拡幅）  南海高速道路 大渚JCT - 西金海IC (12.0 km) (4車線→6・8車線)
  - （拡幅）  南海高速道路第二支線 西釜山IC - 西釜山料金所 (7.8km) (4車線→8車線)
  - （料金所移転）  南海高速道路 西釜山料金所[83]
- 21日
  - （開通）  東九州自動車道 鹿屋串良JCT - 曽於弥五郎IC (17.7 km)[84][85]
  - （開通）  大隅縦貫道 串良鹿屋道路 鹿屋串良JCT - 笠之原IC (6.1 km)[84][85]